# Arrampicarsi sugli specchi

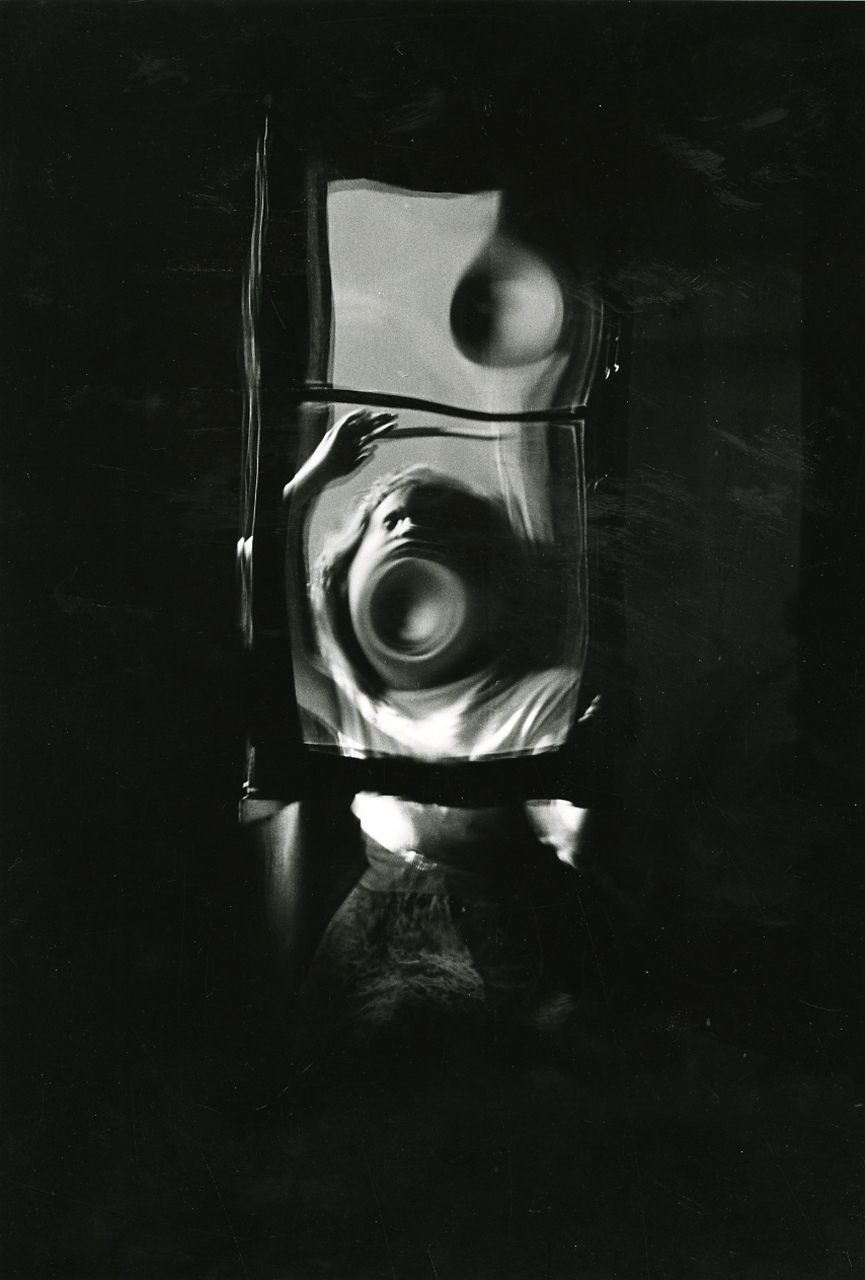
Foto: Paolo Monti

Arrampicarsi sugli specchi (in inglese "clutching at straws", in francese "s'accrocher aux branches") è una locuzione figurata molto usata nella lingua Italiana che sta a significare il tentare azioni difficili o impossibili, sostenere ragioni senza fondamento: un affannoso e grottesco tentativo di fornire spiegazioni, scuse o giustificazioni per parole o fatti difficilmente comprensibili, accettabili o scusabili.